# Estadio Municipal de Carapeguá
El Estadio Municipal de Carapeguá, es un estadio de fútbol de Paraguay que se encuentra ubicado en la ciudad de Carapeguá y su propietario es la Municipalidad de dicha localidad.
En este escenario, que cuenta con capacidad para 10000 personas, hacen las veces de anfitriones los equipos de fútbol de la ciudad de Carapeguá como también el equipo de fútbol del Club Sportivo Carapeguá.
El recinto fue habilitado en julio de 2012 para la disputa del Torneo Clausura.
El 9 de noviembre de 2024 fue inaugurado oficialmente el sistema lumínico, en la 19.ª fecha del Torneo Clausura, en un partido entre Libertad y el Sportivo Luqueño que concluyó en un empate sin goles.